# Ischnomesus latimanus
Ischnomesus latimanus là một loài chân đều trong họ Ischnomesidae. Loài này được Birstein miêu tả khoa học năm 1971.